# 1238 (szám)
Az 1238 (római számmal: MCCXXXVIII) az 1237 és 1239 között található természetes szám.

## A szám a matematikában
A tízes számrendszerbeli 1238-as a kettes számrendszerben 10011010110, a nyolcas számrendszerben 2326, a tizenhatos számrendszerben 4D6 alakban írható fel.
Az 1238 páros szám, összetett szám, félprím. Kanonikus alakja 21 · 6191, normálalakban az 1,238 · 103 szorzattal írható fel. Négy osztója van a természetes számok halmazán, ezek növekvő sorrendben: 1, 2, 619 és 1238.
Az 1238 egyetlen szám valódiosztó-összegeként áll elő, ez az 1237².

## Csillagászat
- 1238 Predappia kisbolygó